# Cyathea delgadii
Cyathea delgadii là một loài thực vật có mạch trong họ Cyatheaceae. Loài này được Sternb. mô tả khoa học đầu tiên năm 1820.